# Milan Neralić
Milan Neralić (Slunj, 26. veljače 1875. – Beč, 17. veljače 1918.) je bio hrvatski mačevalac, prvi hrvatski olimpijac i prvi Hrvat osvajač medalje na Olimpijskim igrama.

## Životopis
Milan Neralić rodio se u Slunju 1875. godine. Bio je svestrani športaš: odličan plivač, izvrstan vježbač na ručama, preči i karikama, dizao je utege a planinarenje mu je bilo velika strast. Natjecao se koncem 19. stoljeća i početkom 20. stoljeća za Austriju (jer je Hrvatska bila dijelom Austro-Ugarske). Bio je jedan od najboljih mačevalaca u Austro-Ugarskoj, također bio je i učitelj mačevanja te je odgojio nekoliko trofejnih austrijskih i njemačkih majstora mačevanja. Od 1908. do 1914. godine podučavao je mačevanje u Berlinu a od 1914. do 1917. mačevanje i skijanje u Wiener Neustadtu.
Prvi je u povijesti primijenio "leteći ispad", munjeviti ubod protivnika iz visokog skoka.
Sudjelovao je na OI 1900. u Parizu, osvojivši brončano odličje u sablji. U poluzavršnici, izgubio je od talijanskog mačevaoca Itala Santellija. 
Napisao je knjigu o mačevanju na njemačkom jeziku, Anleitung zum Degenfechten (Uvod u mačevanje), (vl. naklada, Charlottenburg, 1914.).

## Spomen
- Ljubitelji mačevanja iz "Oldtimer" kluba iz Slunja postavili su spomen-ploču i vijenac na njegovu rodnu kuću.[4]
- Od 2012. godine[5] u spomen na Milana Neralića u Slunju se u sklopu športskih aktivnosti manifestacije Dani Grada Slunja održava Cross Milana Neralića.[6]

## Vanjske poveznice
- Ana Popovčić: Na Neralićevom tragu  Arhivirana inačica izvorne stranice od 13. lipnja 2012. (Wayback Machine), HOO, Povijest hrvatskog športa, godina 44., broj 161., lipanj 2012., str. 10. – 11.